# 柴熙谨
柴熙谨（953年后—964年），后周世宗柴荣的第六子，生母不詳。

## 生平
周世宗显德四年四月二十六日（957年5月28日），追封已故皇子柴谊为越王，赠太尉；柴诚为吴王，赠太傅；柴諴为韩王，赠太保。在世皇子没有加封。
显德六年（959年）六月癸未，封皇子柴宗训，特进左卫上将军，封梁王；柴宗让拜左骁卫上将军，封燕国公。十天后周世宗驾崩，梁王即位，是为周恭帝。
其年八月，柴宗让更名柴熙让，封曹王。柴熙谨为右武卫大将军，封纪王。柴熙诲为左领军卫大将军，封蕲王。
宋朝建立后，柴熙让、柴熙诲，不知其所终。宋乾德二年十月，柴熙谨卒。

## 延伸阅读
[在维基数据编辑]
 《新五代史·卷20》，出自歐陽修《新五代史》